# فناوری مصر باستان

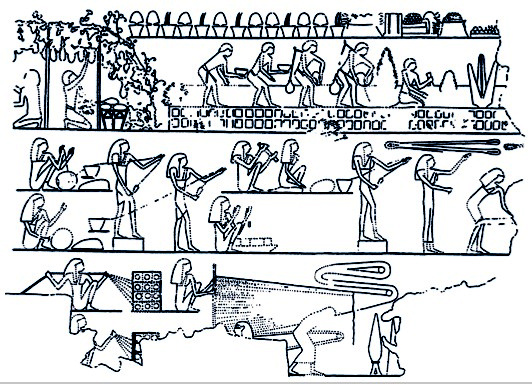
تصویر مصر باستان از زنانی که مشغول ساخت طناب مکانیکی بودند، اولین شواهد گرافیکی این کاردستی است که در دو ردیف پایین تصویر نشان داده شده‌است

فناوری مصر باستان دستگاه‌ها و فناوری‌های اختراع شده یا مورد استفاده در مصر باستان را توصیف می‌کند. مصریان بسیاری از ماشین‌های ساده مانند رمپ و اهرم را برای کمک به مراحل ساخت و ساز اختراع و استفاده کردند. آنها برای محکم کردن پرتوهای کشتی از خرپا طناب استفاده می‌کردند. کاغذ مصری، ساخته شده از پاپیروس، و سفال‌ها به صورت انبوه تولید و در حوضه مدیترانه صادر می‌شدند. چرخ برای تعدادی از اهداف مورد استفاده قرار می‌گرفت، اما ارابه‌ها فقط پس از دوره میانی دوم مورد استفاده قرار گرفتند. مصریان همچنین نقش مهمی در توسعه فناوری دریایی مدیترانه از جمله کشتی‌ها و فانوس دریایی ایفا کردند.

## فناوری در مصر پویا
پیشرفت‌های چشمگیر در مصر باستان در تاریخ مصر شامل نجوم، ریاضیات و پزشکی است. هندسه آنها نتیجه لازم برای نقشه‌برداری برای حفظ چیدمان و مالکیت زمین‌های زراعی بود که هر ساله توسط طغیان رودخانه نیل از بین می‌رفت. مصر همچنین برای بسیاری از کشورهای غربی مرکز تحقیقات کیمیاگری بود.

### مقاله، نگارش و کتابخانه‌ها

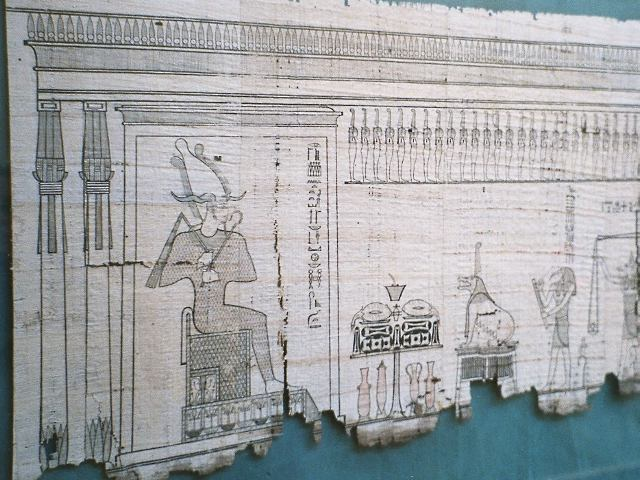
بخشی از کتاب مردگان مصریان که بر روی پاپیروس نوشته شده و ترسیم شده‌است

کلمه کاغذ از اصطلاح یونانی برای ماده نوشتاری مصری باستان به نام پاپیروس گرفته شده‌است که از نوارهای ضرب شده نی مردابیپاپیروس ایجاد شده‌است. پاپیروس در اوایل ۳۰۰۰ سال در مصر تولید شد، پیش از میلاد مسیح، و به یونان باستان و روم فروخته می‌شد. پتأسیس کتابخانه اسکندریه، تهیه پاپیروس را برای دیگران محدود کرد. با توجه به مورخ رومی پلینیوس (تاریخ طبیعی ثبت، xiii.21)، در نتیجه این کاهش تولید پاپیروس، تحت حمایت اومینیس دوم پرگامون برای ساخت کتابخانه رقیب خود را در پرگامون پوست اختراع شد. با این حال، این یک افسانه است؛ مدتها قبل از ظهور پرگامون در آناتولی و جاهای دیگر استفاده می‌شده‌است.
کتاب مردگان
نامی جدید برای متونی کهن است که در آیین خاک‌سپاری مصریان مورد استفاده قرار می‌گرفت. برای نخستین بار در دوران پادشاهی نوین مصر مصریان (حدود ۱۵۵۰ پیش از میلاد) از این متون استفاده شد و تا ۵۰ پیش از میلاد ادامه داشت. با توجه به این که مصریان باستان به زندگی پس از مرگ باور داشتند، نسخ مصوری از دست‌نوشته‌ها را، همراه با سایر وسایل مورد مصرف روزانه در کنار فرد درگذشته به خاک می‌سپردند تا در زندگی پسین و ضمن استفاده از دیگر وسایل، کتابهای مصوری را نیز برای مطالعه در اختیار داشته باشند.

### سازه‌ها و ساخت و ساز

#### ابزارها
برخی از ابزارهای قدیمی که در ساخت مسکن مصر مورد استفاده قرار می‌گرفت شامل نی و خاک رس بود. طبق گفته‌های لوکاس و هریس، «نی‌ها برای جلوگیری از گرما و سرما بیشتر از خشت با گچ ساخته شده‌اند.» ابزار دیگری که مورد استفاده قرار گرفته «سنگ آهک، سنگ‌های صیقلی، چکش‌های چوبی و چکش‌های سنگی» بود. با این ابزارها، مصریان باستان توانستند چیزی بیش از فقط مسکن، بلکه مجسمه ای از خدایان خود ایجاد کنند.

#### ساختمانها

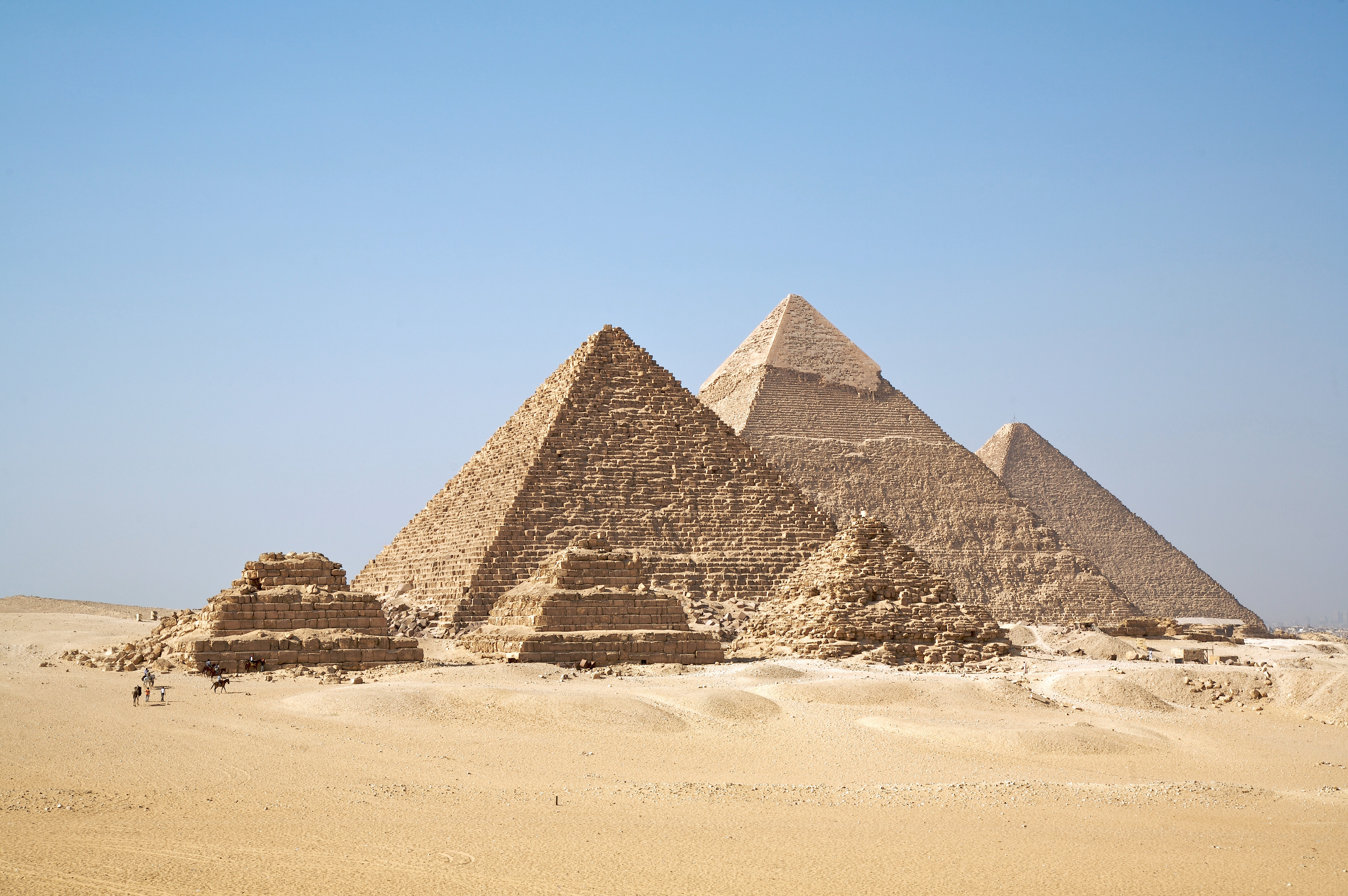
نمای هوایی مجموعه اهرام جیزه در سال ۲۰۰۸

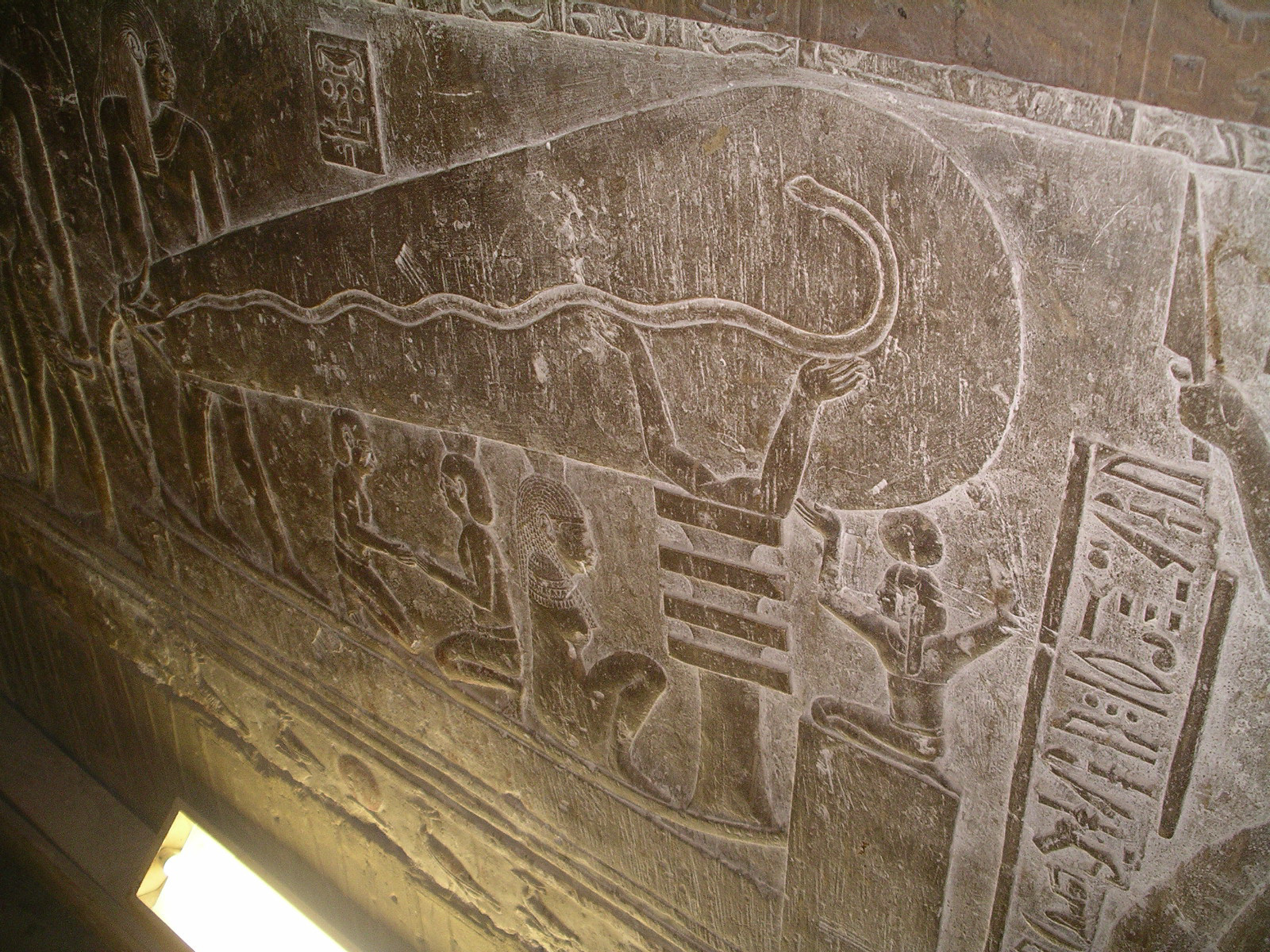
نمای نور دندره در معبد دندره المرکب

امروزه بسیاری از معابد مصر باستان پابرجا نیستند. برخی در معرض فرسودگی و زوال هستند، در حالی که برخی دیگر کاملاً ناپدید شده‌اند. ساختارهای مصر از بزرگ‌ترین سازه‌هایی است که تاکنون توسط انسان تصور و ساخته شده‌است. آنها یکی از قدرتمندترین و ماندگارترین نمادهای تمدن مصر باستان را تشکیل می‌دهند. معابد و مقبره‌های ساخته شده توسط حتشپسوت فرعونی مشهور برای پروژه‌های او، عظیم بودند و بسیاری از مجسمه‌های عظیم او را شامل می‌شدند. مقبره سنگی بریده شده فرعون توت‌عنخ‌آمون در دره پادشاهان مملو از جواهرات و عتیقه‌های آن بود. در بعضی از اسطوره‌های اواخر، پتاح به عنوان تپه مقدماتی شناخته شده و آفرینش را به وجود آورده بود، او را خدای صنعتگران و به ویژه صنایع دستی مبتنی بر سنگ می‌دانست. ایمهوتپ که در پانتئون مصر گنجانده شده بود، اولین مهندس مستند بود.
فانوس اسکندریه
یکی از عجایب هفتگانه جهان است و به شکل برجی بود که در اسکندریه مصر قرار داشت.
فانوس اسکندریه برجی بود که برفراز آن آتشی بود تا شب‌ها راهنمای ملوانان برای رسیدن به بندر اسکندریه باشد. این برج در جزیره کوچک فاروس بنا شده بود و از همین جاست که کلمه فاروس (و با تلفظی دیگر: فانوس) به معنای چراغ دریایی را برای این نوع ساختمان‌ها و مناره‌هایی که چراغ دریایی بر فراز آن است به کار می‌برند. برج دریایی اسکندریه در زمان پادشاهی جانشین اسکندر، یعنی «بطلمیوس دوم» (۲۴۷ – ۳۰۴ پیش از میلاد) به وسیله معماری به نام «سوسترات» ساخته شد.
اهرام
از مهم‌ترین و باشکوه‌ترین سازه‌های بر جای مانده از تمدن مصر باستان هستند که نمادهای این تمدن نیز به‌شمار می‌روند.
تعداد ۱۳۸ هرم شناخته شده تا سال ۲۰۰۸ در مصر موجود بودند که بیشتر آن‌ها آرامگاه فرعون‌ها و شهبانوهایشان در دوره‌های دودمانی کهن و میانه هستند.
نخستین هرم‌های ساخته شده در مصر در سقاره، شمال غربی ممفیس قرار دارند. قدیمی‌ترین این هرم‌ها، هرم جوزر است که مربوط به شاه جوزر از دودمان سوم می‌شود. هرم و مجموعه آرامگاه کنار آن توسط وزیر دانشمند جوزر، ایمهوتپ، طراحی و ساخته شدند و قدیمی‌ترین سازه‌های ساخته شده توسط بشر از سنگ‌تراش‌خورده به‌شمار می‌روند.
ابلیسک
ابلیسک‌ها به فراوانی در معماری مصر باستان دیده شده‌اند. مصریان آن‌ها را به صورت جفت در ورودی معبدها می‌گذاشتند. امروزه کاربرد واژهٔ ابلیسک بیشتر به ریشهٔ یونانی آن بازمی‌گردد. چون هرودوت جهان‌گرد یونانی از نخستین کسانی بود که دربارهٔ ابلیسک‌ها مطلب نوشت. شماری از ابلیسک‌های مصر و همچنین ابلیسک ناتمام از گذر زمان جان سالم به در برده‌اند. آن‌ها در معدن سنگ مادر خودشان در اسوان، همانجایی که ساخته شده بودند پیدا شدند. این ابلیسک‌ها در سراسر جهان پراکنده شدند و تنها کمتر از نیمی از آن‌ها در مصر باقی‌ماند.
نخستین ابلیسک معبد که هنوز سر جایش هست، ۲۰٫۷ متر (۶۸ پا) بلندی و ۱۲۰ تُن سنگینی دارد. این ابلیسک گرانیتی و قرمز رنگ است و به دستور سنوسرت یکم از دودمان دوازدهم مصر بر پا داشته شد، و در مطریه بخشی از هلیوپلیس جای دارد.
نور دندره
نور دندره یک نقاشی است که روی دیواره معبد نقاشی شده‌است و به همین اسم نامیده شده‌است، دربارهٔ این نقاشی حکایت‌های مختلف و اسطوره‌ای روایت شده‌است، یکی از این روایت‌های این است که مصریهای قدیم در کار نور استاد و متخصص بودند و توانسته بودند که برق را نیز کشف کنند. روی این دیوار شما می‌توانید نقش و تصویر گل لوتس (نیلوفر) را مشاهده کنید که یک مار روی دیوار آشکار کرده‌است، در این رابطه و تفسیر این نقاشی بین دانشمندان باستان‌شناس اختلاف وجود دارد.

## گاه‌شماری مصری
سال مصریان بی‌گمان در ایام بسیار دور قمری بوده‌است. مصریان باستان با دریافت نظم مشخص طغیان نیل، و همچنان طلوع منظم ستاره شعری از آن به عنوان معیاری برای گذشت زمان استفاده کردند. آن‌ها از تقویمی خورشیدی-نجومی استفاده می‌کردند که در آن یکسال شامل ۱۲ ماه ۳۰ روزه بود. آن‌ها متوجه شده بودند که به تدریج تغییر فصل در روزهای غیرمشابه سال انجام می‌شد و گویی زمان تغییر فصل در تقویم در حال حرکت می‌باشد. در حدود ۴۰۰۰ سال پیش از میلاد تصمیم گرفتند که در پایان هر سال ۵ روز به سال اضافه کنند تا مشکل تغییر فصل را حل کنند. این ۵ روز برای آن‌ها جز روزهای جشن و تعطیلات محسوب می‌شد و در این روزها کار نمی‌کردند. مصریان افسانه ای در اینباره داشتند:خدایی به نامتحوتبا ماه گوی بازی کرد و بخشی از نور ماه را در بازی برد. سپس تحوت این نور را به ۵ روز افزوده شده به تقویم بخشید. در حقیقت از ابتدای تاریخ مصر یعنی سلسلهٔ اول فراعنه سال شمسی و ۳۶۵ روزه بوده‌است که ۳۶۰ روز ایام ثابت سال و پنج روز خمسه مسترقه (Epahomene) داشتند که مؤلفین اسلامی آن را ابوغمنا می‌نامیدند. در کنار سال و ماه شمسی حساب و شمار و ماه قمری را نیز نگاه می‌داشتند و هرگاه روز معینی از ماه قمری با همان روز از سال شمسی برخورد و تقارن می‌یافت آن روز را جشن می‌گرفتند و این شباهت بسیاری با مطابقت نام روز و ماه ایرانی دارد که آن را طی هر ماه جشن می‌گرفتند. تقسیم سال به هفتاد و دو خمسه یا هفتاد و دو واحد پنج روزه چون بابل و آشور و ایران معمول بود و هم چنین سال را به سی و شش قسمت ده روزه بخش می‌کردند که ماه توت مصری محسوب می‌شد. روزهای خمسه مسترقه ایامی نحس محسوب می‌شد و هر روز نامی داشت منسوب به یکی از خدایان و این پنج روز عید ارواح و مردگان به‌شمار می‌آمد که شباهت تامی با همان پنجه دزدیده در گاه‌شماری اوستایی نو دارد.

## بیشتر خواندن
- آنزووین، استیون و همکاران، مشهورترین حقایق (نسخه بین‌المللی)، شرکت HW ویلسون، ۲۰۰۰، شابک ‎۰-۸۲۴۲-۰۹۵۸-۳
- David, Rosalie A.; H.G.M. Edwards & D.W. Farwell (2001). "Raman Spectroscopic Analysis of Ancient Egyptian Pigments". Archaeometry. 43 (4): 461–473. doi:10.1111/1475-4754.00029.
- Earl, Bryan (Summer 1995). "Tin Smelting at the Oriental Institute". The Oriental Institute News and Notes. 146.
- Gourdin, W.H.; W.D. Kingery (1975). "The Beginnings of Pyrotechnology: Neolithic and Egyptian Lime Plaster". Journal of Field Archaeology. 2: 133–150. doi:10.1179/009346975791491277. JSTOR 529624.
- لوکاس، آلفرد ۱۹۶۲ مواد و صنایع مصر باستان، چاپ ۴. لندن: ناشران ادوارد آرنولد.
- Meyer, Carol; Bir Umm Fawakhir (1997). "Insights into Ancient Egyptian Mining". JOM. 49 (3): 64–8. Bibcode:1997JOM....49c..64M. doi:10.1007/BF02914661.
- نیکلسون، پل تی و ایان شاو، ویرایش. ۲۰۰۰ مواد و فناوری مصر باستان. انتشارات دانشگاه، کمبریج.
- Pulak, C. A (1998). "The Uluburun Shipwreck: An Overview". International Journal of Nautical Archaeology. 27 (3): 188–224. doi:10.1111/j.1095-9270.1998.tb00803.x.
- شل، برند. ۱۹۸۹ فلزکاری و ابزار مصر. هاورفوردفست، بریتانیا: انتشارات شایر با مسئولیت محدود
- شا، ایان ویرایشگر ۲۰۰۰ تاریخ آکسفورد مصر باستان. آکسفورد: انتشارات دانشگاه آکسفورد.
- Shortland, A.J. (2004). "Evaporites of the Wadi Natrun: Seasonal and Annual Variation and its Implication for Ancient Exploitation". Archaeometry. 46 (4): 497–516. doi:10.1111/j.1475-4754.2004.00170.x.
- دیویس، ویرجینیا. «معادن و معادن مصر باستان، مقدمه» مقاله آنلاین
- مؤسسه Arkeologi , Kunsthistorie og Konservering وب سایت، به زبان انگلیسی در